# Estación Armstrong
Armstrong es una estación ferroviaria ubicada en la localidad del mismo nombre, en el Departamento Belgrano, Provincia de Santa Fe, Argentina.

## Servicios
La estación corresponde al Ferrocarril General Bartolomé Mitre de la red ferroviaria argentina.
Se encuentra actualmente con operaciones de pasajeros, por sus vías transitan los servicios Retiro - Córdoba de la empresa estatal Trenes Argentinos Operaciones, aunque haciendo parada en esta desde noviembre de 2023.

## Obras
A inicios de noviembre de 2021 se dieron inicio las obras edilicias y de infraestructura a fin de reabrir y rehabilitar la estación para el servicio de pasajeros. En ese marco, el sábado 4 de noviembre se realizó la visita del Lic. Martin Marinucci, responsable de SOFSE y ADIF.

## Rehabilitación
El sábado 4 de noviembre de 2023, fue rehabilitada después de 30 años tras más de 2 años de obras.